# موزه ملی تاریخ آمریکا

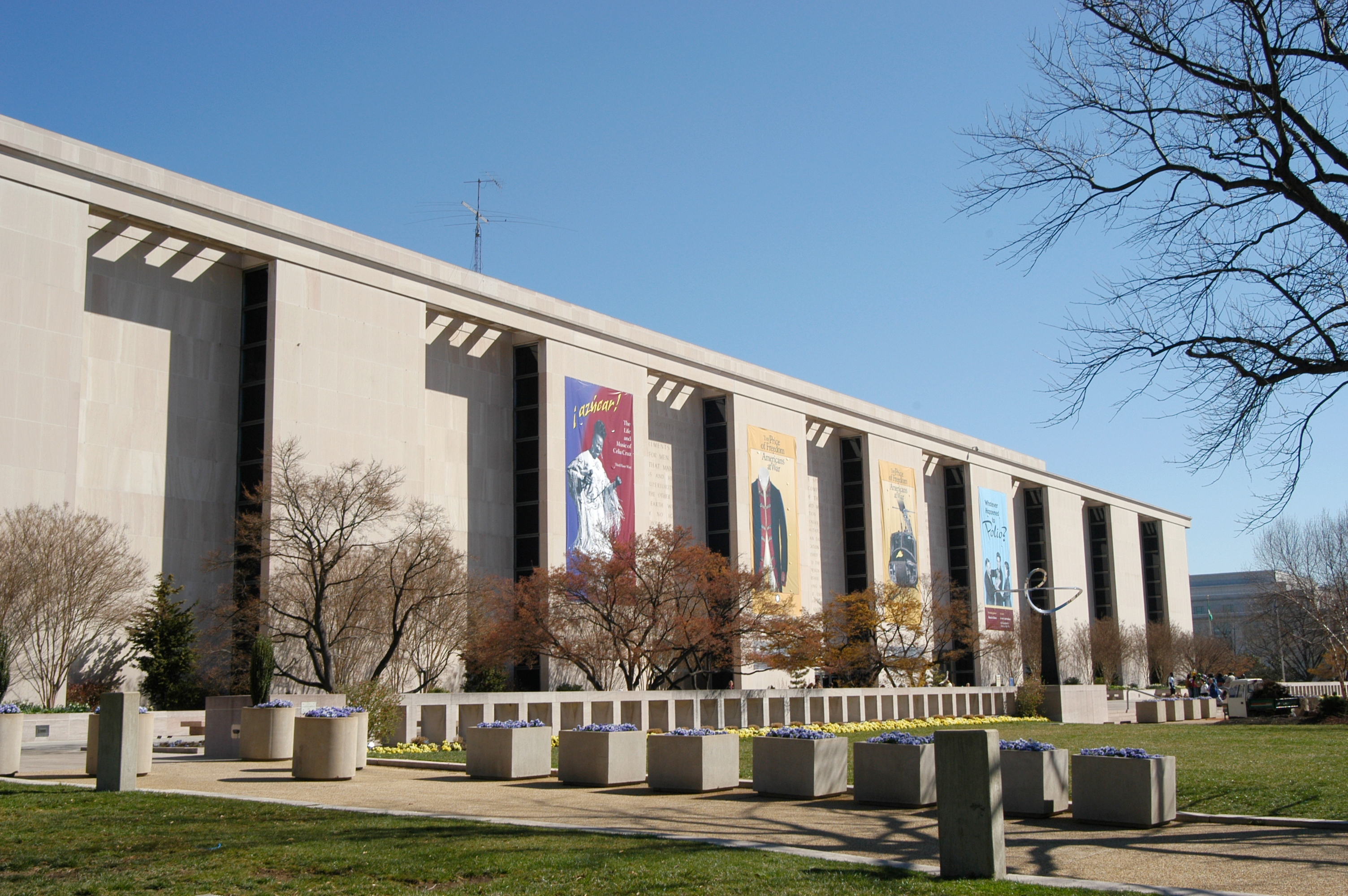

موزه ملی تاریخ آمریکا (به انگلیسی: National Museum of American History) یکی از مراکز فرهنگی ایالات متحده آمریکا است. این موزه متعلق به مؤسسه اسمیتسونین است.